# 1992年夏季残疾人奥林匹克运动会古巴代表团
1992年夏季残疾人奥林匹克运动会古巴代表团是古巴派出的1992年夏季残疾人奥林匹克运动会代表团。获得3枚金牌、3枚银牌和3枚铜牌。